# Nationales Erdbebeninformationszentrum
Das Nationale Erdbebeninformationszentrum, National Earthquake Information Center (NEIC), ist eine Einrichtung des Geologischen Dienstes der Vereinigten Staaten, die 1966 in Rockville, Maryland als Teil des Nationalen Meeresdienstes (National Ocean Survey) errichtet und 1973 zum Geologischen Dienst der Vereinigten Staaten übertragen wurde. Seit 1973 befindet sich das Zentrum in Golden (Colorado).
Es soll weltweit jedes größere Erdbeben schnellstmöglich orten und seine Stärke ermitteln, um diese Informationen Wissenschaftlern, internationalen Agenturen und zuständigen Einrichtungen sowie der Öffentlichkeit zugänglich zu machen. Des Weiteren ist es die Aufgabe des Zentrums, Wissenschaftlern und der Öffentlichkeit eine umfassende seismische Datenbank zur Verfügung zu stellen, in der Daten aus dem nationalen und weltweiten Seismographennetz archiviert sind, sowie die Forschung hinsichtlich der Messmethoden voranzutreiben, mithilfe deren  Erdbeben besser geortet werden können und vom Vorgang eines Erdbebens ein besseres Verständnis gewonnen werden kann.
Bei der Entwicklung der seismischen Datenbank arbeitet das Zentrum mit dem seit 1957 weltweit tätigen World Data Center zusammen.

## Quelle
1. ↑  die Selbstbeschreibungsseite des offiziellen Webauftrittes: Archivierte Kopie (Memento des Originals vom 9. Januar 2009 im Internet Archive)  Info: Der Archivlink wurde automatisch eingesetzt und noch nicht geprüft. Bitte prüfe Original- und Archivlink gemäß Anleitung und entferne dann diesen Hinweis. Who we are

Koordinaten: 39° 44′ 57,9″ N, 105° 13′ 13″ W